# Іркутська область
Іркутська область (рос. Ирку́тская о́бласть) — суб'єкт Російської Федерації, розташована в південно-східній частині Сибірського федерального округу.
- Площа 767,900 км² (4,6 % території Росії)
- Населення близько 2545,3 тис. осіб (2005). Щільність населення: 3,3 oc/км² (2005), питома вага міського населення: 79,1 % (2005)
- Адміністративний центр області — м. Іркутськ
- Губернатор області — Олександр Тішанин, призначений Законодавчими Зборами Іркутської області за поданням Президента, став на посаду 8 вересня 2005 року
- День Іркутської області — друга неділя жовтня

## Географія
У області відомі печери Ботовська та Велика Орішна.

### Річки
- Ангара
- Нижня Тунгуска
- Лена
- Іркут
- Кітой
- Бєла
- Ока
- Уда
- Бірюса
- Ілім
- Вітім
- Кіренга
- Жуя

### Озеро
- Байкал

### Гори
- Середньосибірське плоскогір'є
- Східний Саян
- Північно-Байкальське нагір'є
- Патомське нагір'є

## Економіка

### Корисні копалини
В Іркутській області на 2006 рік відкрито 11 родовищ углеводородної сировини, доведені запаси газу становлять 2,27 трильйона м³, початкові сумарні ресурси газу становлять більше 11 трильйонів м³. На території області розташовані родовища золота, платини й ін.
Одне з найбільших родовищ залізної руди у світі — Ангаро-Ілімський залізорудний басейн також знаходиться в Іркутській області.

### Енергетика
На території регіону діють 4 гідроелектростанції: 
- Іркутська ГЕС
- Братська ГЕС
- Усть-Ілімська ГЕС
- Мамаканська ГЕС

### Газифікація регіону
У лютому 2004 року між ВАТ «Газпром» і адміністрацією Іркутської області була підписана угода про співробітництво, що передбачає розробку «Газпромом» Генеральної схеми газифікації й газопостачання Іркутської області.
16 грудня 2005 року «Газпром» і Іркутська область підписали договір про газифікацію регіону.
Передбачається газифікувати 899 населених пунктів регіону й довести рівень газифікації області природним газом до 82 %. Це перевищить нинішній загальноросійський рівень (50 %).

## Адміністративно-територіальний поділ

Іркутська область у 1960

Райони Іркутської області: 
- Ангарський район
- Балаганський район
- Бодайбинський район
- Братський район
- Жигаловський район
- Заларинський район
- Зиминський район
- Іркутський район
- Козачинсько-Ленський район
- Катангський район
- Качугський район
- Кіренський район
- Куйтунський район
- Мамсько-Чуйський район
- Нижньоілимський район
- Нижньоудинський район
- Ольхонський район
- Слюдянський район
- Тайшетський район
- Тулунський район
- Усольський район
- Усть-Ілімський район
- Усть-Кутський район
- Усть-Удинський район
- Черемховський район
- Чунський район
- Шелеховський район

## Національний склад 2002
- Росіяни — 89,9 %
- Буряти — 3,12 %
- Українці — 2,1 %[1][2][3]
- Татари — 1,2 %
- Білоруси — 0,55 %
- Представники інших національностей — 3,23 %

## Культура, туризм
За 70 км від Іркутська перебуває архітектурно-етнографічний музей «Тальці», також у жителів і гостей області користуються популярністю «Навколобайкальська залізниця» і озеро Байкал (Ліствянка, Слюдянка, порт Байкал)

## Злиття Іркутської області з Усть-Ординським Бурятським автономним округом
11 жовтня 2005 між владою Іркутської області і Усть-Ординського Бурятського автономного округу у селищі Усть-Ординський підписаний договір про об'єднання територій. Документ визначає повноваження органів державної влади суб'єктів федерації та бюджетних процесів усередині укрупненого регіону. Новий суб'єкт РФ утворився 1 січня 2008 року, називається так само «Іркутська область» і є правонаступником двох суб'єктів.